# Kurt Freiwald
Kurt Freiwald (29 de Outubro de 1906 - 12 de Dezembro de 1975) foi um comandante de U-Boot que serviu na Kriegsmarine durante a Segunda Guerra Mundial.